# Eisenstein (film)
Pour plus de détails, voir Fiche technique et Distribution.
Eisenstein est un film canadien réalisé par Renny Bartlett, sorti en 2000.

## Synopsis
La vie du réalisateur Sergueï Eisenstein.

## Fiche technique
- Titre : Eisenstein
- Réalisation : Renny Bartlett
- Scénario : Renny Bartlett
- Musique : Alexander Balanescu
- Photographie : Francois Aubry et Aleksey Rodionov
- Montage : Wiebke von Carolsfeld
- Production : Martin Paul-Hus et Regine Schmid
- Société de production : Amérique Film, TiMe Film- und TV-Produktions, Téléfilm Canada et Vif Babelsberger Filmproduktion & Co.
- Pays :  Allemagne,  Canada et  Mexique
- Genre : Biopic et drame
- Durée : 99 minutes
- Dates de sortie : 
  -  Canada : 8 septembre 2000 (festival international du film de Toronto)

## Distribution
- Simon McBurney (VQ : François Sasseville) : Sergueï Eisenstein
- Raymond Coulthard (VQ : Benoît Rousseau) : Grisha
- Jacqueline McKenzie (VQ : Linda Roy) : Pera
- Jonathan Hyde (VQ : Pierre Chagnon) : Meyerhold
- Barnaby Kay : Andrei
- Leni Parker : Anya
- Sonya Walger : Zina
- Andrea Mason : Elena
- Tim McMullan : Rak
- Ian Bartholomew : Pinkov
- Bernard Hill : Staline (voix)

Source : Eisenstein sur Doublage Québec

## Distinctions
Le film a été nommé pour 5 prix Génie.